# Lista odcinków serialu Melrose Place
Poniżej znajduje się lista odcinków serialu Melrose Place – emitowanego w amerykańskiej telewizji FOX w latach 1992–1999, a w Polsce początkowo przez stację TVN od 6 października 1997 roku. Później serial był dostępny również na kanale TVN7, TV4 (wyemitowano sezony 1-2) oraz CBS Drama.
W sumie powstało 226 odcinków zawartych w 7 sezonach i jeden odcinek specjalny. W 2015 roku powstał również film, jednakże już bez oryginalnej obsady.

## Przegląd sezonów
| Seria | Seria | Odcinki | Pierwsza emisja FOX  | Pierwsza emisja FOX  | Pierwsza emisja TVN (sezony 1-7)/ TVN7 (sezon 7)/ HBO (film) | Pierwsza emisja TVN (sezony 1-7)/ TVN7 (sezon 7)/ HBO (film) |
| Seria | Seria | Odcinki | Premiera             | Finał                | Premiera                                                     | Finał                                                        |
| ----- | ----- | ------- | -------------------- | -------------------- | ------------------------------------------------------------ | ------------------------------------------------------------ |
|       | Pilot | 1       | 30 kwietnia 1992     | 30 kwietnia 1992     | 24 czerwca 1995 (TVP1)                                       | 24 czerwca 1995 (TVP1)                                       |
|       | 1     | 32      | 8 lipca 1992         | 26 maja 1993         | 6 października 1997                                          | 6 maja 1998                                                  |
|       | 2     | 32      | 8 września 1993      | 18 maja 1994         | 7 maja 1998                                                  | 19 czerwca 1998                                              |
|       | 3     | 32      | 12 września 1994     | 22 maja 1995         | 22 czerwca 1998                                              | 13 stycznia 1999                                             |
|       | S     | 1       | 9 stycznia 1995      | 9 stycznia 1995      | 3 stycznia 1999                                              | 3 stycznia 1999                                              |
|       | 4     | 34      | 11 września 1995     | 20 maja 1996         | 20 stycznia 1999                                             | 10 listopada 1999                                            |
|       | 5     | 34      | 9 września 1996      | 19 maja 1997         | 17 listopada 1999                                            | 11 lipca 2000                                                |
|       | 6     | 27      | 8 września 1997      | 30 marca 1998        | 12 lipca 2000                                                | 13 września 2000                                             |
|       | 7     | 35      | 27 lipca 1998        | 24 maja 1999         | 20 września 2000                                             | 27 września 2001                                             |
|       | Film  | 1       | 10 października 2015 | 10 października 2015 | 30 czerwca 2016                                              | 30 czerwca 2016                                              |

## Backdoor Pilot: 1992
Niektóre źródła podają, że 49 odcinek serialu Beverly Hills, 90210 jest uznawany za tzw. backdoor pilot serialu Melrose Place. Wtedy to Dylan McKay pyta Jake’a Hanson’a gdzie mieszka, a ten odpowiada, że na Melrose Avenue w dzielnicy West Hollywood.
| №  | #  | Tytuł            | Reżyseria     | Scenariusz                      | Premiera         | Premiera w Polsce                                                        |
| -- | -- | ---------------- | ------------- | ------------------------------- | ---------------- | ------------------------------------------------------------------------ |
| 49 | 27 | Mexican Standoff | Bradley Gross | Steve Wasserman & Jessica Klein | 30 kwietnia 1992 | 24 czerwca 1995 (TVP1) 27 października 1996 (TVP2) 17 grudnia 1997 (TVN) |

## Seria 1: 1992-1993
| №  | #  | Tytuł                       | Reżyseria         | Scenariusz                                                                  | Premiera             | Premiera w Polsce (TVN) |
| -- | -- | --------------------------- | ----------------- | --------------------------------------------------------------------------- | -------------------- | ----------------------- |
| 1  | 1  | Pilot                       | Howard Deutch     | Darren Star                                                                 | 8 lipca 1992         | 6 października 1997     |
| 2  | 2  | Friends and Lovers          | Daniel Attias     | Charles Pratt, Jr.                                                          | 15 lipca 1992        | 13 października 1997    |
| 3  | 3  | Lost and Found              | Charles Braverman | Frederick Rappaport                                                         | 22 lipca 1992        | 20 października 1997    |
| 4  | 4  | For Love or Money           | Steven Robman     | Amy Spies                                                                   | 29 lipca 1992        | 27 października 1997    |
| 5  | 5  | Leap of Faith               | Bethany Rooney    | Ellen Herman                                                                | 5 sierpnia 1992      | 3 listopada 1997        |
| 6  | 6  | Second Chances              | Jefferson Kibbee  | Toni Graphia                                                                | 12 sierpnia 1992     | 10 listopada 1997       |
| 7  | 7  | My Way                      | Bethany Rooney    | Darren Star                                                                 | 19 sierpnia 1992     | 17 listopada 1997       |
| 8  | 8  | Lonely Hearts               | Jefferson Kibbee  | Charles Pratt, Jr.                                                          | 2 września 1992      | 24 listopada 1997       |
| 9  | 9  | Responsibly Yours           | Daniel Attias     | Frederick Rappaport                                                         | 9 września 1992      | 1 grudnia 1997          |
| 10 | 10 | Burned                      | Janet Greek       | Robert Guza, Jr.                                                            | 16 września 1992     | 6 grudnia 1997          |
| 11 | 11 | A Promise Broken            | Nancy Malone      | Charles Pratt, Jr.                                                          | 30 września 1992     | 13 grudnia 1997         |
| 12 | 12 | Polluted Affairs            | Daniel Attias     | Amy Spies                                                                   | 21 października 1992 | 20 grudnia 1997         |
| 13 | 13 | Dreams Come True            | John Nicolella    | Ellen Herman                                                                | 28 października 1992 | 3 stycznia 1998         |
| 14 | 14 | Drawing the Line            | David Rosenbloom  | Robert Guza, Jr.                                                            | 4 listopada 1992     | 10 stycznia 1998        |
| 15 | 15 | House of God                | Nancy Malone      | Robert Guza, Jr.                                                            | 11 listopada 1992    | 17 stycznia 1998        |
| 16 | 16 | The Whole Truth             | Charles Braverman | Joe Viola                                                                   | 18 listopada 1992    | 24 stycznia 1998        |
| 17 | 17 | Jake vs Jake                | Victoria Hochberg | Frank South                                                                 | 25 listopada 1992    | 31 stycznia 1998        |
| 18 | 18 | A Melrose Place Christmas   | Bethany Rooney    | Darren Star                                                                 | 16 grudnia 1992      | 7 lutego 1998           |
| 19 | 19 | Single White Sister         | Charles Correll   | Ellen Herman                                                                | 6 stycznia 1993      | 14 lutego 1998          |
| 20 | 20 | Peanut Butter and Jealousy  | Nancy Malone      | Charles Pratt, Jr.                                                          | 13 stycznia 1993     | 21 lutego 1998          |
| 21 | 21 | Picture Imperfect           | Nancy Malone      | Darren Star, Frank South, Charles Pratt Jr., Nicole Yorkin & Dawn Prestwich | 27 stycznia 1993     | 28 lutego 1998          |
| 22 | 22 | Three’s a Crowd             | Jefferson Kibbee  | Amy Spies                                                                   | 3 lutego 1993        | 7 marca 1998            |
| 23 | 23 | My New Partner              | Richard Lang      | Frank South                                                                 | 10 lutego 1993       | 14 marca 1998           |
| 24 | 24 | Bye Bye Billy               | Victoria Hochberg | Nicole Yorkin & Dawn Prestwich                                              | 17 lutego 1993       | 21 marca 1998           |
| 25 | 25 | Irreconcilable Similarities | Nancy Malone      | Charles Pratt, Jr.                                                          | 3 marca 1993         | 28 marca 1998           |
| 26 | 26 | End Game                    | James Frawley     | Frank South                                                                 | 24 marca 1993        | 4 kwietnia 1998         |
| 27 | 27 | The Test                    | Paul Lazarus      | Darren Star                                                                 | 31 marca 1993        | 11 kwietnia 1998        |
| 28 | 28 | Pushing Boundaries          | Marty Pasetta     | Jordan Budde                                                                | 7 kwietnia 1993      | 18 kwietnia 1998        |
| 29 | 29 | Pas de Trois                | Chip Chalmers     | Charles Pratt, Jr.                                                          | 21 kwietnia 1993     | 25 kwietnia 1998        |
| 30 | 30 | Carpe Diem                  | Richard Lang      | Frank South & Darren Star                                                   | 28 kwietnia 1993     | 4 maja 1998             |
| 31 | 31 | State of Need               | Paul Lazarus      | Charles Pratt, Jr.                                                          | 12 maja 1993         | 5 maja 1998             |
| 32 | 32 | Suspicious Mind             | James Frawley     | Darren Star & Frank South                                                   | 26 maja 1993         | 6 maja 1998             |

## Seria 2: 1993-1994
| №  | #  | Tytuł                           | Reżyseria           | Scenariusz                | Premiera             | Premiera w Polsce (TVN) |
| -- | -- | ------------------------------- | ------------------- | ------------------------- | -------------------- | ----------------------- |
| 33 | 1  | Much Ado About Everything       | Nancy Malone        | Charles Pratt, Jr.        | 8 września 1993      | 7 maja 1998             |
| 34 | 2  | A Long Night’s Journey          | Charles Correll     | Frank South               | 15 września 1993     | 8 maja 1998             |
| 35 | 3  | Revenge                         | James Frawley       | Darren Star               | 22 września 1993     | 11 maja 1998            |
| 36 | 4  | Fire Power                      | Barbara Amato       | Kimberly Costello         | 29 września 1993     | 12 maja 1998            |
| 37 | 5  | Of Bikes and Men                | James Whitmore, Jr. | Allison Robbins           | 6 października 1993  | 13 maja 1998            |
| 38 | 6  | Hot and Bothered                | Paul Lazarus        | Dee Johnson               | 13 października 1993 | 14 maja 1998            |
| 39 | 7  | Flirting With Disaster          | Bethany Rooney      | Charles Pratt, Jr.        | 20 października 1993 | 15 maja 1998            |
| 40 | 8  | No Bed of Roses                 | Nancy Malone        | Frank South               | 27 października 1993 | 18 maja 1998            |
| 41 | 9  | Married to It                   | James Frawley       | Darren Star               | 3 listopada 1993     | 19 maja 1998            |
| 42 | 10 | The Tangled Web                 | Chip Chalmers       | Charles Pratt, Jr.        | 10 listopada 1993    | 20 maja 1998            |
| 43 | 11 | Collision Course                | Richard Lang        | Frank South               | 17 listopada 1993    | 21 maja 1998            |
| 44 | 12 | Cold Turkey                     | Paul Lazarus        | Kimberly Costello         | 24 listopada 1993    | 22 maja 1998            |
| 45 | 13 | Duet for One                    | Victoria Hochberg   | Allison Robbins           | 1 grudnia 1993       | 25 maja 1998            |
| 46 | 14 | Strange Bedfellows              | Nancy Malone        | Dee Johnson               | 15 grudnia 1993      | 26 maja 1998            |
| 47 | 15 | Under the Mistletoe             | Chip Chalmers       | Charles Pratt, Jr.        | 22 grudnia 1993      | 27 maja 1998            |
| 48 | 16 | Reunion Blues                   | Jefferson Kibbee    | Frank South               | 5 stycznia 1994      | 28 maja 1998            |
| 49 | 17 | Michael’s Game                  | Marty Pasetta       | Darren Star               | 12 stycznia 1994     | 29 maja 1998            |
| 50 | 18 | Arousing Suspicions             | Steve Dubin         | Kimberly Costello         | 26 stycznia 1994     | 1 czerwca 1998          |
| 51 | 19 | The Young Men and the Sea       | Charles Correll     | Allison Robbins           | 2 lutego 1994        | 2 czerwca 1998          |
| 52 | 20 | Parting Glances                 | Bethany Rooney      | Dee Johnson               | 9 lutego 1994        | 3 czerwca 1998          |
| 53 | 21 | Swept Away                      | Nancy Malone        | Charles Pratt, Jr.        | 16 lutego 1994       | 4 czerwca 1998          |
| 54 | 22 | With This Ball and Chain        | Jefferson Kibbee    | Frank South               | 23 lutego 1994       | 5 czerwca 1998          |
| 55 | 23 | Otherwise Engaged               | Chip Chalmers       | Darren Star               | 2 marca 1994         | 8 czerwca 1998          |
| 56 | 24 | Love, Mancini Style             | Charles Correll     | Charles Pratt, Jr.        | 16 marca 1994        | 9 czerwca 1998          |
| 57 | 25 | The Two Mrs. Mancinis           | Marty Pasetta       | Allison Robbins           | 23 marca 1994        | 10 czerwca 1998         |
| 58 | 26 | In Bed with the Enemy           | Parker Stevenson    | Stevie Stern              | 6 kwietnia 1994      | 11 czerwca 1998         |
| 59 | 27 | Psycho-Therapy                  | Charles Correll     | Kimberly Costello         | 20 kwietnia 1994     | 12 czerwca 1998         |
| 60 | 28 | The Bitch is Back               | Nancy Malone        | Frank South               | 27 kwietnia 1994     | 15 czerwca 1998         |
| 61 | 29 | Imperfect Strangers             | Chip Chalmers       | Dee Johnson               | 4 maja 1994          | 16 czerwca 1998         |
| 62 | 30 | Devil with the G-String On      | Paul Lazarus        | Charles Pratt, Jr.        | 11 maja 1994         | 17 czerwca 1998         |
| 63 | 31 | Till Death Do Us Part (Część 1) | Chip Chalmers       | Darren Star & Frank South | 18 maja 1994         | 18 czerwca 1998         |
| 64 | 32 | Till Death Do Us Part (Część 2) | Chip Chalmers       | Darren Star & Frank South | 18 maja 1994         | 19 czerwca 1998         |

## Seria 3: 1994-1995
| №  | #  | Tytuł                                          | Reżyseria         | Scenariusz                                      | Premiera             | Premiera w Polsce (TVN) |
| -- | -- | ---------------------------------------------- | ----------------- | ----------------------------------------------- | -------------------- | ----------------------- |
| 65 | 1  | I Am Curious, Melrose                          | Charles Correll   | Charles Pratt, Jr.                              | 12 września 1994     | 22 czerwca 1998         |
| 66 | 2  | It’s a Bad World After All                     | Jeff Melman       | Frank South                                     | 19 września 1994     | 23 czerwca 1998         |
| 67 | 3  | In-Laws and Outlaws                            | Paul Lazarus      | Darren Star                                     | 26 września 1994     | 24 czerwca 1998         |
| 68 | 4  | Grand Delusions                                | Victoria Hochberg | Kimberly Costello                               | 3 października 1994  | 25 czerwca 1998         |
| 69 | 5  | Non-Sexual Healing                             | Charles Correll   | Allison Robbins                                 | 10 października 1994 | 26 czerwca 1998         |
| 70 | 6  | No Strings Attached                            | Paul Lazarus      | Dee Johnson                                     | 17 października 1994 | 4 lipca 1998            |
| 71 | 7  | The Crook, the Creep, His Lover and Her Sister | Scott Paulin      | Carol Mendelsohn                                | 24 października 1994 | 11 lipca 1998           |
| 72 | 8  | Love Reeks                                     | Richard Lang      | Frank South                                     | 31 października 1994 | 18 lipca 1998           |
| 73 | 9  | Dr. Jekyll Saves His Hide                      | Charles Correll   | Chip Hayes                                      | 7 listopada 1994     | 25 lipca 1998           |
| 74 | 10 | And Justice For None                           | Chip Chalmers     | Kimberly Costello                               | 14 listopada 1994    | 1 sierpnia 1998         |
| 75 | 11 | The Days of Wine and Vodka                     | Marty Pasetta     | Allison Robbins                                 | 21 listopada 1994    | 8 sierpnia 1998         |
| 76 | 12 | The Doctor who Rocks the Cradle                | Richard Lang      | Dee Johnson                                     | 28 listopada 1994    | 15 sierpnia 1998        |
| 77 | 13 | Just Say No                                    | Victoria Hochberg | Carol Mendelsohn                                | 5 grudnia 1994       | 22 sierpnia 1998        |
| 78 | 14 | Sex, Drugs and Rockin’ the Cradle              | Parker Stevenson  | Frank South                                     | 12 grudnia 1994      | 29 sierpnia 1998        |
| 79 | 15 | Holiday on Ice                                 | Charles Correll   | Kimberly Costello                               | 19 grudnia 1994      | 9 września 1998         |
| 80 | 16 | Bye, Bye Baby                                  | Jefferson Kibbee  | Allison Robbins                                 | 2 stycznia 1995      | 16 września 1998        |
| 81 | 17 | They Shoot Mothers, Don’t They? (Część 1)      | Charles Correll   | Dee Johnson & Carol Mendelsohn                  | 16 stycznia 1995     | 23 września 1998        |
| 82 | 18 | They Shoot Mothers, Don’t They? (Część 2)      | Charles Correll   | Dee Johnson & Carol Mendelsohn                  | 16 stycznia 1995     | 30 września 1998        |
| 83 | 19 | Another Perfect Day in Hell                    | Chip Chalmers     | Frank South                                     | 23 stycznia 1995     | 7 października 1998     |
| 84 | 20 | Boxing Sydney                                  | Richard Lang      | Stevie Stern                                    | 6 lutego 1995        | 14 października 1998    |
| 85 | 21 | St. Valentine’s Day Massacre                   | Chip Chalmers     | Kimberly Costello                               | 13 lutego 1995       | 21 października 1998    |
| 86 | 22 | Breakfast at Tiffany’s, Dinner at Eight        | Victoria Hocberg  | Allison Robbins                                 | 20 lutego 1995       | 28 października 1998    |
| 87 | 23 | And the Winner Is...                           | Richard Lang      | Dee Johnson                                     | 27 lutego 1995       | 4 listopada 1998        |
| 88 | 24 | Love and Death 101                             | Jefferson Kibbee  | Frank South                                     | 13 marca 1995        | 18 listopada 1998       |
| 89 | 25 | To Live & Die in Malibu                        | Chip Chalmers     | Carol Mendelsohn                                | 20 marca 1995        | 25 listopada 1998       |
| 90 | 26 | All About Brooke                               | Victoria Hochberg | Dee Johnson                                     | 3 kwietnia 1995      | 2 grudnia 1998          |
| 91 | 27 | Melrose Impossible                             | Frank South       | Frank South                                     | 10 kwietnia 1995     | 9 grudnia 1998          |
| 92 | 28 | A Hose By Any Other Name                       | Charles Correl    | Allison Robbins                                 | 1 maja 1995          | 16 grudnia 1998         |
| 93 | 29 | Kiss, Kiss Bang, Bang                          | Richard Lang      | Dee Johnson                                     | 8 maja 1995          | 23 grudnia 1998         |
| 94 | 30 | Framing of the Shrews                          | Chip Chalmers     | Kimberly Costello                               | 15 maja 1995         | 30 grudnia 1998         |
| 95 | 31 | The Big Bang Theory (Część 1)                  | Charles Correll   | Carol Mendelsohn, Allison Robbins & Dee Johnson | 22 maja 1995         | 6 stycznia 1999         |
| 96 | 32 | The Big Bang Theory (Część 2)                  | Charles Correll   | Carol Mendelsohn, Allison Robbins & Dee Johnson | 22 maja 1995         | 13 stycznia 1999        |

## Odcinek specjalny: 1995
| №  | #  | Tytuł                                                                   | Reżyseria  | Scenariusz | Premiera        | Premiera w Polsce (TVN) |
| -- | -- | ----------------------------------------------------------------------- | ---------- | ---------- | --------------- | ----------------------- |
| S1 | S1 | Love Thy Neighbor: The Baddest and the Best of Melrose Place (dokument) | Paul Wales | Bill Brown | 9 stycznia 1995 | 3 stycznia 1999         |

## Seria 4: 1995-1996
| №   | #  | Tytuł                               | Reżyseria          | Scenariusz                     | Premiera             | Premiera w Polsce (TVN) |
| --- | -- | ----------------------------------- | ------------------ | ------------------------------ | -------------------- | ----------------------- |
| 97  | 1  | Postmortem Madness                  | Charles Correll    | Frank South                    | 11 września 1995     | 20 stycznia 1999        |
| 98  | 2  | Melrose Is Like a Box of Chocolates | Charles Correll    | Carol Mendelsohn               | 18 września 1995     | 27 stycznia 1999        |
| 99  | 3  | Blind Ambition                      | Victoria Hochberg  | Dee Johnson                    | 20 września 1995     | 3 lutego 1999           |
| 100 | 4  | Simply Shocking                     | Richard Lang       | Charles Pratt, Jr.             | 25 września 1995     | 10 lutego 1999          |
| 101 | 5  | Drawing Henry                       | Charles Correll    | Allison Robbins                | 2 października 1995  | 17 lutego 1999          |
| 102 | 6  | The Jane Mutiny                     | Scott Paulin       | Kimberly Costello              | 9 października 1995  | 24 lutego 1999          |
| 103 | 7  | Let The Games Begin                 | Chip Chalmers      | Stevie Stern                   | 16 października 1995 | 3 marca 1999            |
| 104 | 8  | Dial M For Melrose                  | Richard Lang       | Chip Hayes                     | 23 października 1995 | 10 marca 1999           |
| 105 | 9  | Amanda Unplugged                    | Charles Correll    | James Kahn                     | 30 października 1995 | 17 marca 1999           |
| 106 | 10 | El Syd                              | Chip Chalmers      | Charles Pratt, Jr.             | 6 listopada 1995     | 24 marca 1999           |
| 107 | 11 | Free Kimmy                          | Charles Correll    | Carol Mendelsohn               | 13 listopada 1995    | 31 marca 1999           |
| 108 | 12 | Kimberly Does L.A.                  | Thomas Calabro     | Dee Johnson                    | 20 listopada 1995    | 7 kwietnia 1999         |
| 109 | 13 | Hook, Line and Hayley               | Charles Correll    | Frank South                    | 27 listopada 1995    | 14 kwietnia 1999        |
| 110 | 14 | Two Flew Over the Cuckoo’s Nest     | Janet Greek        | Allison Robbins                | 4 grudnia 1995       | 21 kwietnia 1999        |
| 111 | 15 | Oy! To the World                    | Chip Chalmers      | Kimberly Costello              | 11 grudnia 1995      | 28 kwietnia 1999        |
| 112 | 16 | Holy Strokes                        | James Darren       | Charles Pratt, Jr.             | 1 stycznia 1996      | 5 maja 1999             |
| 113 | 17 | The Brooke Stops Here               | Charles Correll    | James Kahn                     | 8 stycznia 1996      | 12 maja 1999            |
| 114 | 18 | Sydney, Bothered and Bewildered     | Chip Chalmers      | Stevie Stern                   | 15 stycznia 1996     | 19 maja 1999            |
| 115 | 19 | The Bobby Trap                      | Frank South        | Frank South                    | 22 stycznia 1996     | 26 maja 1999            |
| 116 | 20 | No Lifeguard on Duty (Część 1)      | Richard Lang       | Dee Johnson & Carol Mendelsohn | 5 lutego 1996        | 2 czerwca 1999          |
| 117 | 21 | No Lifeguard on Duty (Część 2)      | Richard Lang       | Dee Johnson & Carol Mendelsohn | 5 lutego 1996        | 9 czerwca 1999          |
| 118 | 22 | Devil in a Wet Dress                | Chip Hayes         | Kimberly Costello              | 12 lutego 1996       | 16 czerwca 1999         |
| 119 | 23 | The Circle of Strife                | Janet Greek        | Allison Robbins                | 19 lutego 1996       | 23 czerwca 1999         |
| 120 | 24 | Run, Billy, Run                     | Charles Correll    | Charles Pratt, Jr.             | 26 lutego 1996       | 1 września 1999         |
| 121 | 25 | Ruthless People                     | Richard Lang       | Dee Johnson                    | 4 marca 1996         | 8 września 1999         |
| 122 | 26 | The Burning Couch                   | Anson Williams     | Kimberly Costello              | 11 marca 1996        | 15 września 1999        |
| 123 | 27 | Triumph of the Bill                 | Janet Greek        | James Kahn                     | 18 marca 1996        | 22 września 1999        |
| 124 | 28 | What Comes Up, Must Come Down       | Richard Lang       | Allison Robbins                | 1 kwietnia 1996      | 29 września 1999        |
| 125 | 29 | True Fibs                           | Victoria Hochberg  | Chip Hayes                     | 15 kwietnia 1996     | 6 października 1999     |
| 126 | 30 | Melrose Unglued                     | Charles Pratt, Jr. | Charles Pratt, Jr.             | 29 kwietnia 1996     | 13 października 1999    |
| 127 | 31 | Peter’s Excellent Adventure         | Chip Chalmers      | James Kahn                     | 6 maja 1996          | 20 października 1999    |
| 128 | 32 | Full Metal Betsy                    | Frank South        | Frank South                    | 13 maja 1996         | 27 października 1999    |
| 129 | 33 | Dead Sisters Walking (Część 1)      | Charles Correll    | Carol Mendelsohn & Dee Johnson | 20 maja 1996         | 3 listopada 1999        |
| 130 | 34 | Dead Sisters Walking (Część 2)      | Charles Correll    | Carol Mendelsohn & Dee Johnson | 20 maja 1996         | 10 listopada 1999       |

## Seria 5: 1996-1997
| №   | #  | Tytuł                                      | Reżyseria          | Scenariusz                     | Premiera             | Premiera w Polsce (TVN) |
| --- | -- | ------------------------------------------ | ------------------ | ------------------------------ | -------------------- | ----------------------- |
| 131 | 1  | Living With Disaster                       | Frank South        | Frank South                    | 9 września 1996      | 17 listopada 1999       |
| 132 | 2  | Over Dick’s Dead Body                      | Chip Chalmers      | Charles Pratt, Jr.             | 16 września 1996     | 24 listopada 1999       |
| 133 | 3  | Moving Violations                          | Richard Lang       | Carol Mendelsohn               | 23 września 1996     | 1 grudnia 1999          |
| 134 | 4  | Hunka Hunka Burnin’ Love                   | Charles Correll    | Dee Johnson                    | 30 września 1996     | 8 grudnia 1999          |
| 135 | 5  | Un-Janed Melody                            | Jefferson Kibbee   | James Kahn                     | 28 października 1996 | 15 grudnia 1999         |
| 136 | 6  | Jane’s Addiction                           | Chip Chalmers      | Kathryn Baker                  | 4 listopada 1996     | 22 grudnia 1999         |
| 137 | 7  | Young Doctors in Heat                      | Anson Williams     | Edward Gold                    | 11 listopada 1996    | 29 grudnia 1999         |
| 138 | 8  | Mission: Interpersonal                     | Charles Correll    | Charles Pratt, Jr.             | 11 listopada 1996    | 5 stycznia 2000         |
| 139 | 9  | Farewell, Mike’s Concubine                 | Jefferson Kibbee   | Carol Mendelsohn               | 18 listopada 1996    | 12 stycznia 2000        |
| 140 | 10 | Nice Work If You Can Get It                | Charles Correll    | Dee Johnson                    | 25 listopada 1996    | 19 stycznia 2000        |
| 141 | 11 | Sole Sister                                | Chip Hayes         | Chip Hayes                     | 2 grudnia 1996       | 26 stycznia 2000        |
| 142 | 12 | Quest for Mother                           | Charles Correll    | James Kahn                     | 9 grudnia 1996       | 2 lutego 2000           |
| 143 | 13 | Crazy Love                                 | Chip Chalmers      | Kathryn Baker                  | 16 grudnia 1996      | 9 lutego 2000           |
| 144 | 14 | The Accidental Doctor                      | Charles Correll    | Edward Gold                    | 6 stycznia 1997      | 16 lutego 2000          |
| 145 | 15 | Escape From L.A.                           | Richard Lang       | Frank South                    | 13 stycznia 1997     | 23 lutego 2000          |
| 146 | 16 | The Eyes of the Storm                      | Harvey Frost       | Cynthia J. Cohen               | 20 stycznia 1997     | 1 marca 2000            |
| 147 | 17 | Better Homes and Condos                    | Janet Greek        | James Kahn                     | 27 stycznia 1997     | 8 marca 2000            |
| 148 | 18 | Great Sexpectations (Część 1)              | Richard Lang       | Carol Mendelsohn & Dee Johnson | 3 lutego 1997        | 15 marca 2000           |
| 149 | 19 | Great Sexpectations (Część 2)              | Richard Lang       | Carol Mendelsohn & Dee Johnson | 3 lutego 1997        | 22 marca 2000           |
| 150 | 20 | Catch Her in the Lie                       | Charles Pratt, Jr. | Charles Pratt, Jr.             | 10 lutego 1997       | 29 marca 2000           |
| 151 | 21 | Men Are From Melrose                       | Chip Hayes         | Frank South                    | 17 lutego 1997       | 5 kwietnia 2000         |
| 152 | 22 | Frames ‘R’ Us                              | Robert J. Metoyer  | James Kahn                     | 24 lutego 1997       | 12 kwietnia 2000        |
| 153 | 23 | Screams From a Marriage                    | Charles Correll    | Edward Gold                    | 3 marca 1997         | 19 kwietnia 2000        |
| 154 | 24 | 101 Damnations                             | Richard Lang       | Carol Mendelsohn               | 10 marca 1997        | 26 kwietnia 2000        |
| 155 | 25 | From Here to Maternity                     | Thomas Calabro     | Dee Johnson                    | 17 marca 1997        | 10 maja 2000            |
| 156 | 26 | Last Exit to Ohio                          | Jefferson Kibbee   | Frank South                    | 31 marca 1997        | 17 maja 2000            |
| 157 | 27 | The Dead Wives Club                        | Chip Chalmers      | Charles Pratt, Jr.             | 7 kwietnia 1997      | 24 maja 2000            |
| 158 | 28 | Deja Vu, All Over Again                    | James Darren       | Neil Landau                    | 14 kwietnia 1997     | 31 maja 2000            |
| 159 | 29 | All Beths Are Off                          | Charles Correll    | Chip Hayes                     | 21 kwietnia 1997     | 3 lipca 2000            |
| 160 | 30 | Ultimatums and the Single Guy              | Anson Williams     | Dee Johnson                    | 28 kwietnia 1997     | 4 lipca 2000            |
| 161 | 31 | Going Places                               | Charles Pratt, Jr. | Carol Mendelsohn               | 5 maja 1997          | 5 lipca 2000            |
| 162 | 32 | Secrets and Lies and More Lies             | Frank South        | Frank South                    | 12 maja 1997         | 6 lipca 2000            |
| 163 | 33 | Who’s Afraid of Amanda Woodward? (Część 1) | Charles Correll    | Charles Pratt, Jr.             | 19 maja 1997         | 10 lipca 2000           |
| 164 | 34 | Who’s Afraid of Amanda Woodward? (Część 2) | Charles Correll    | Charles Pratt, Jr.             | 19 maja 1997         | 11 lipca 2000           |

## Seria 6: 1997-1998
| №   | #  | Tytuł                              | Reżyseria          | Scenariusz                           | Premiera             | Premiera w Polsce (TVN)     |
| --- | -- | ---------------------------------- | ------------------ | ------------------------------------ | -------------------- | --------------------------- |
| 165 | 1  | A Brand New Day                    | Frank South        | Frank South                          | 8 września 1997      | 12 lipca 2000               |
| 166 | 2  | The Trojan Stork                   | Charles Correll    | Charles Pratt, Jr.                   | 15 września 1997     | 13 lipca 2000               |
| 167 | 3  | No Time For Sperm Banks            | Jefferson Kibbee   | Carol Mendelsohn                     | 22 września 1997     | 17 lipca 2000               |
| 168 | 4  | The Doctor Is In... Deep           | Anson Williams     | James Kahn                           | 29 września 1997     | 18 lipca 2000               |
| 169 | 5  | Desperately Seeking Samantha       | Chip Chalmers      | Neil Landau                          | 20 października 1997 | 19 lipca 2000               |
| 170 | 6  | The Light At the End of the Tumble | Charles Correll    | Cynthia J. Cohen                     | 27 października 1997 | 20 lipca 2000               |
| 171 | 7  | Secrets and Wives                  | Jefferson Kibbee   | Antoinette Stella                    | 3 listopada 1997     | 24 lipca 2000               |
| 172 | 8  | A Shot in the Dark                 | Anson Williams     | Frank South                          | 10 listopada 1997    | 25 lipca 2000               |
| 173 | 9  | Attack of the Scalpel Woman        | Chip Chalmers      | Charles Pratt, Jr.                   | 17 listopada 1997    | 26 lipca 2000               |
| 174 | 10 | My Little Coma Girl                | Charles Correll    | Carol Mendelsohn                     | 24 listopada 1997    | 27/31 lipca 2000            |
| 175 | 11 | Everybody Comes to Kyle’s          | Jefferson Kibbee   | James Kahn                           | 1 grudnia 1997       | 31 lipca/1 sierpnia 2000    |
| 176 | 12 | A Bump in the Night                | Charles Correll    | Cynthia J. Cohen                     | 15 grudnia 1997      | 1/2 sierpnia 2000           |
| 177 | 13 | A Tree Talks in Melrose            | Thomas Calabro     | Antoinette Stella                    | 22 grudnia 1997      | 2/3 sierpnia 2000           |
| 178 | 14 | To Kill a Whirlybird               | Charles Correll    | Frank South                          | 5 stycznia 1998      | 3/7 sierpnia 2000           |
| 179 | 15 | Amanda’s Back                      | Charles Correll    | James Kahn                           | 12 stycznia 1998     | 7/8 sierpnia 2000           |
| 180 | 16 | Kyle of the Desert                 | Charles Pratt, Jr. | Charles Pratt, Jr.                   | 19 stycznia 1998     | 8/9 sierpnia 2000           |
| 181 | 17 | Coop de Grace                      | Chip Hayes         | Chip Hayes                           | 26 stycznia 1998     | 9/10 sierpnia 2000          |
| 182 | 18 | Mama Mia                           | Thomas Calabro     | Carol Mendelsohn                     | 2 lutego 1998        | 10/14 sierpnia 2000         |
| 183 | 19 | Last Train to Baghdad (Część 1)    | Anson Williams     | James Kahn & Frank South             | 9 lutego 1998        | 14/16 sierpnia 2000         |
| 184 | 20 | Last Train to Baghdad (Część 2)    | Anson Williams     | James Kahn & Frank South             | 9 lutego 1998        | 16/17 sierpnia 2000         |
| 185 | 21 | A Swing and a Mrs.                 | Jefferson Kibbee   | Antoinette Stella & Cynthia J. Cohen | 16 lutego 1998       | 17/21 sierpnia 2000         |
| 186 | 22 | Blunt Drama                        | Harvey Frost       | Charles Pratt, Jr.                   | 23 lutego 1998       | 21/22 sierpnia 2000         |
| 187 | 23 | A Christine Runs Through It        | Charles Correll    | Carol Mendelsohn                     | 2 marca 1998         | 22/23 sierpnia 2000         |
| 188 | 24 | Too Romantic For Words             | Chip Chalmers      | Frank South                          | 9 marca 1998         | 24 sierpnia 2000            |
| 189 | 25 | Four Affairs and a Pregnancy       | Jefferson Kibbee   | James Kahn                           | 16 marca 1998        | 28/30 sierpnia 2000         |
| 190 | 26 | M.P. Confidential                  | Robert J. Metoyer  | Charles Pratt, Jr.                   | 30 marca 1998        | 30 sierpnia/6 września 2000 |
| 191 | 27 | The Nasty Minded Professor         | Charles Correll    | Chip Hayes                           | 30 marca 1998        | 13 września 2000            |

## Seria 7: 1998-1999
| №   | #  | Tytuł                                    | Reżyseria           | Scenariusz                            | Premiera             | Premiera w Polsce                                     |
| --- | -- | ---------------------------------------- | ------------------- | ------------------------------------- | -------------------- | ----------------------------------------------------- |
| 192 | 1  | Divorce Dominican Style                  | Chip Chalmers       | Carol Mendelsohn                      | 27 lipca 1998        | 20 września 2000 (TVN) 26 września 2002 (TVN7)        |
| 193 | 2  | A Long Way to Tip-a-Rory                 | Charles Pratt, Jr.  | Charles Pratt, Jr.                    | 3 sierpnia 1998      | 27 września 2000 (TVN) 27 września 2002 (TVN7)        |
| 194 | 3  | A Match Made in Hell                     | Charles Correll     | Cynthia J. Cohen                      | 10 sierpnia 1998     | 4 października 2000 (TVN) 30 września 2002 (TVN7)     |
| 195 | 4  | Ball N’ Jane                             | Chip Hayes          | James Kahn                            | 17 sierpnia 1998     | 11 października 2000 (TVN) 1 października 2002 (TVN7) |
| 196 | 5  | As Bad As It Gets                        | Frank South         | Frank South                           | 24 sierpnia 1998     | 18 października 2000 (TVN) 2 października 2002 (TVN7) |
| 197 | 6  | Buona Sera, Mr. Campbell (Część 1)       | Charles Correll     | Carol Mendelsohn & Antoinette Stella  | 31 sierpnia 1998     | 25 października 2000 (TVN) 3 października 2002 (TVN7) |
| 198 | 7  | Buona Sera, Mr. Campbell (Część 2)       | Charles Correll     | Carol Mendelsohn & Antoinette Stella  | 7 września 1998      | 8 listopada 2000 (TVN) 4 października 2002 (TVN7)     |
| 199 | 8  | The World According to Matt              | Charles Correll     | Frank South                           | 14 września 1998     | 15 listopada 2000 (TVN) 7 października 2002 (TVN7)    |
| 200 | 9  | Where the Hookers Grow                   | Jefferson Kibbee    | Charles Pratt, Jr.                    | 21 września 1998     | 22 listopada 2000 (TVN) 8 października 2002 (TVN7)    |
| 201 | 10 | Dr. Jealousy                             | Charles Correll     | Carol Mendelsohn                      | 28 września 1998     | 29 listopada 2000 (TVN) 9 października 2002 (TVN7)    |
| 202 | 11 | Not Quite All About Eve                  | Jack Wagner         | James Kahn                            | 19 października 1998 | 6 grudnia 2000 (TVN) 10 października 2002 (TVN7)      |
| 203 | 12 | The Rumor Whisperer                      | Jefferson Kibbee    | Charles Pratt, Jr.                    | 26 października 1998 | 13 grudnia 2000 (TVN) 11 października 2002 (TVN7)     |
| 204 | 13 | The Night the Lights Went Out at Melrose | Charles Correll     | Carol Mendelsohn                      | 2 listopada 1998     | 20 grudnia 2000 (TVN) 14 października 2002 (TVN7)     |
| 205 | 14 | Suspicion                                | Chip Chalmers       | James Kahn                            | 9 listopada 1998     | 27 grudnia 2000 (TVN) 15 października 2002 (TVN7)     |
| 206 | 15 | Fiddling on the Roof                     | Anson Williams      | Antoinette Stella                     | 16 listopada 1998    | 3 stycznia 2001 (TVN) 16 października 2002 (TVN7)     |
| 207 | 16 | Lethal Wedding 4                         | Richard Denault     | Charles Pratt, Jr. & Carol Mendelsohn | 23 listopada 1998    | 10 stycznia 2001 (TVN) 17 października 2002 (TVN7)    |
| 208 | 17 | When Cheerleaders Attack                 | Chip Chalmers       | Jule Selbo                            | 30 listopada 1998    | 17 stycznia 2001 (TVN) 18 października 2002 (TVN7)    |
| 209 | 18 | Suddenly Sperm                           | Gabrielle Beaumont  | Cynthia J. Cohen                      | 14 grudnia 1998      | 24 stycznia 2001 (TVN) 21 października 2002 (TVN7)    |
| 210 | 19 | The Usual Santas                         | Charles Pratt, Jr.  | Charles Pratt, Jr.                    | 21 grudnia 1998      | 31 stycznia 2001 (TVN) 22 października 2002 (TVN7)    |
| 211 | 20 | The Kyle High Club                       | Jefferson Kibbee    | James Kahn                            | 11 stycznia 1999     | 7 lutego 2001 (TVN) 23 października 2002 (TVN7)       |
| 212 | 21 | I Married a Jock Murderer                | Tracy Lynch Britton | Carol Mendelsohn                      | 18 stycznia 1999     | 14 lutego 2001 (TVN) 24 października 2002 (TVN7)      |
| 213 | 22 | A Fist Full of Secrets                   | Robert J. Metoyer   | Kris Dobkin                           | 25 stycznia 1999     | 21 lutego 2001 (TVN) 25 października 2002 (TVN7)      |
| 214 | 23 | The Younger Son Also Rises               | Joel Feigenbaum     | Antoinette Stella                     | 8 lutego 1999        | 28 lutego 2001 (TVN) 28 października 2002 (TVN7)      |
| 215 | 24 | Saving Ryan’s Privates                   | Rob Estes           | Charles Pratt, Jr.                    | 15 lutego 1999       | 12 lipca 2001 (TVN) 29 października 2002 (TVN7)       |
| 216 | 25 | They Shoot Blanks, Don’t They?           | Charles Correll     | James Kahn                            | 22 lutego 1999       | 19 lipca 2001 (TVN) 30 października 2002 (TVN7)       |
| 217 | 26 | How Amanda Got Her Groove Back           | Anson Williams      | Carol Mendelsohn & Cynthia J. Cohen   | 1 marca 1999         | 26 lipca 2001 (TVN) 31 października 2002 (TVN7)       |
| 218 | 27 | Unpleasantville                          | Jefferson Kibbee    | Jule Selbo                            | 8 marca 1999         | 2 sierpnia 2001 (TVN) 1 listopada 2002 (TVN7)         |
| 219 | 28 | Ryan’s Choice                            | Charles Correll     | James Kahn                            | 5 kwietnia 1999      | 9 sierpnia 2001 (TVN) 4 listopada 2002 (TVN7)         |
| 220 | 29 | McBride’s Head Revisited                 | Chip Chalmers       | Charles Pratt, Jr.                    | 12 kwietnia 1999     | 16 sierpnia 2001 (TVN) 5 listopada 2002 (TVN7)        |
| 221 | 30 | The Daughterboy                          | Anson Williams      | Cynthia J. Cohen & Carol Mendelsohn   | 19 kwietnia 1999     | 23 sierpnia 2001 (TVN) 6 listopada 2002 (TVN7)        |
| 222 | 31 | Bitter Homes and Guardians               | Jefferson Kibbee    | Peter Dunne                           | 26 kwietnia 1999     | 30 sierpnia 2001 (TVN) 7 listopada 2002 (TVN7)        |
| 223 | 32 | Floral Knowledge                         | Charles Correll     | Jule Selbo & Antoinette Stella        | 3 maja 1999          | 6 września 2001 (TVN) 8 listopada 2002 (TVN7)         |
| 224 | 33 | Lexi Gets Stiffed                        | Robert J. Metoyer   | Carol Mendelsohn & Cynthia J. Cohen   | 10 maja 1999         | 13 września 2001 (TVN) 11 listopada 2002 (TVN7)       |
| 225 | 34 | Dead Men Don’t Shut Up                   | J. Benjamin Chulay  | James Kahn                            | 17 maja 1999         | 20 września 2001 (TVN) 12 listopada 2002 (TVN7)       |
| 226 | 35 | Asses to Ashes                           | Charles Pratt, Jr.  | Charles Pratt, Jr.                    | 24 maja 1999         | 27 września 2001 (TVN) 13 listopada 2002 (TVN7)       |

## Film: 2015
W 2015 roku powstał 86 minutowy film telewizyjny zatytułowany Nieoficjalna historia Melrose Place, przedstawiający kulisy i pracę na planie pierwszych trzech sezonów serialu Melrose Place. Mimo że bohaterowie przedstawieni w filmie odtwarzają oryginalne postacie, to są one grane przez zupełnie nowych aktorów. Tydzień przed premierą filmu została wyemitowana siostrzana produkcja, opowiadająca o powstaniu serialu Beverly Hills, 90210.
| №  | #  | Tytuł                                | Polski tytuł                        | Reżyseria      | Scenariusz        | Premiera             | Premiera w Polsce |
| -- | -- | ------------------------------------ | ----------------------------------- | -------------- | ----------------- | -------------------- | ----------------- |
| F1 | F1 | The Unauthorized Melrose Place Story | Nieoficjalna historia Melrose Place | Mark Griffiths | Dana Schmalenberg | 10 października 2015 | 30 czerwca 2016   |